# Our land
Our land is een artistiek kunstwerk in Amsterdam-Centrum.
Kunstenaar Judith de Leeuw plaatste in 2015/2016 een muurschildering van Amy Winehouse op een blinde muur van hoekpand Vijzelgracht (huisnummer 47) en Fokke Simonszstraat. Deze muurschildering, die in korte tijd populair raakte en voor de doorbraak van De Leeuw zorgde, werd door de gemeente Amsterdam verwijderd omdat het desbetreffende gebouw een rijksmonument is. Buurtbewoners misten Amy Winehouse al snel en verzochten de gemeente om een nieuwe uiting van kunst in de openbare ruimte. De eigenaar van het gebouw Stadsherstel zag dat niet zitten omdat de te gebruiken verf de oude bouwmaterialen zou aantasten. Het werd vervolgens een jarenlang getouwtrek tussen kunstenaar en bewoners enerzijds en Stadsherstel anderzijds. De kunstenaar ging daarom op zoek naar een manier om een muurschildering aan te kunnen brengen zonder dat het gebouw aangetast zou worden. Die vond ze in "platigraff", een idee van Anje Lag. Het is een in Parijs doorgevoerd procédé dat antieke gevels niet aantast. De Leeuw moest vervolgens naar Parijs om de muurschildering aan te brengen op zes stroken van 1,5 meter breed en acht meter hoog. Ook had ze een vergunning aangevraagd in maart 2023, maar die werd door de gemeente Amsterdam geweigerd in mei van dat jaar. Onder andere Bureau Monumenten en Archeologie achtte het gebouw niet geschikt voor een muurschildering. Eenmaal in Parijs voltooid werd het kunstwerk naar Amsterdam gereden en op 1-2 oktober 2023 illegaal aangebracht. Illegale plaatsing was volgens De Leeuw noodzakelijk vanwege de alom aanwezige bureaucratie waarmee een straatkunstenaar met dergelijke grote objecten te maken krijgt. Een andere muurschildering van De Leeuw kreeg daarom al de titel Diversity in bureaucracy. Ook deze nieuwe manier van muurschilderen kon geen genade vinden bij bijvoorbeeld de Vereniging Vrienden van de Amsterdamse Binnenstad, die vroeg om verwijdering. Zij wezen ook op beschadiging van gevels, maar ook op een mogelijke precedentswerking.
De Leeuw wil met de nieuwe muurschilderingen de overeenkomsten benadrukken van drie in haar ogen belangrijke religies in de stad en wereld: Jodendom, Christendom en Islam. Ze beeldde die af door respectievelijk davidster, kruis en maansikkel, waarbij die gedragen en gevoed worden door dezelfde wortels. Die wortels vinden dan ook hun weg naar de afgebeelde man en vrouw.  